# Filipp Andrejewitsch Sawtschenko
Filipp Andrejewitsch Sawtschenko (russisch Филипп Андреевич Савченко; * 20. November 1991 in Swerdlowsk, Russische SFSR) ist ein russischer Eishockeyspieler, der seit 2014 beim HK Njoman Hrodna in der belarussischen Extraliga unter Vertrag steht.

## Karriere
Filipp Sawtschenko begann seine Karriere als Eishockeyspieler in seiner Heimatstadt in der Nachwuchsabteilung von Awtomobilist Jekaterinburg, für dessen zweite Mannschaft er von 2007 bis 2009 in der drittklassigen Perwaja Liga aktiv war. Anschließend spielte er zwei Jahre lang für das Juniorenteam Awto Jekaterinburg in der multinationalen Nachwuchsliga Molodjoschnaja Chokkeinaja Liga. Parallel gab der Angreifer in der Saison 2010/11 sein Debüt für die Profimannschaft von Awtomobilist Jekaterinburg in der Kontinentalen Hockey-Liga. Dabei erzielte er in elf Spielen jeweils ein Tor und eine Vorlage.
In der Saison 2011/12 spielte Sawtschenko weiter parallel für das KHL- und Junioren-Team von Awtomobilist Jekaterinburg, ehe er vor der folgenden Saison zu Barys Astana wechselte. Dort kam er weiter sowohl in der KHL, als auch in der MHL und der kasachischen Meisterschaft zum Einsatz. Ende Januar 2013 kehrte er jedoch zu Awtomobilist zurück. Die Saison 2013/14 verbrachte er bei Titan Klin in der Wysschaja Hockey-Liga.

## KHL-Statistik
(Stand: Ende der Saison 2013/14)